# Hermann Blazejczak
Hermann Blazejczak (né le 3 juin 1912 à Hildesheim et mort le 13 janvier 2008 à Mönchengladbach) est un athlète allemand, spécialiste du 400 mètres.

## Biographie
Demi-finaliste du 400 mètres lors des Jeux olympiques de 1936, à Berlin, La finale a été disputée par deux Américains, deux Canadiens et deux Britanniques. Archie Williams, a mené la finale à plus de 200 mètres devant Godfrey Brown, et l'Américain James LuValle, Hermann finit 11e du classement final. Il remporte la médaille d'or du relais 4 × 400 mètres lors des championnats d'Europe de 1938, à Paris, en compagnie de Manfred Bues, Erich Linnhoff et Rudolf Harbig. Dans la Seconde Guerre mondiale, il était sergent dans le 7e régiment d'infanterie à Hanovre. Après la guerre, il a commencé à travailler dans le commerce de gros de fruits et légumes, puis à partir de 1948 dans la grande pâtisserie "Heinemann", fondée par sa sœur Johanna et son beau-frère Hermann Heinemann.

### Palmarès
| Date | Compétition           | Lieu  | Résultat | Épreuve   | Performance  |
| ---- | --------------------- | ----- | -------- | --------- | ------------ |
| 1938 | Championnats d'Europe | Paris | 1er      | 4 × 100 m | 3 min 13 s 7 |

### Records
| Épreuve    | Performance | Lieu   | Date        |
| ---------- | ----------- | ------ | ----------- |
| 400 mètres | 47 s 9      | Berlin | 6 août 1936 |